# 漢陽区
漢陽区（かんようく）は、中華人民共和国湖北省武漢市に位置する市轄区。
現地の習慣では武漢市の長江以北（左岸）・漢江以南（右岸）の漢陽区、武漢経済技術開発区（沌口）の2つの行政区画を漢陽と総称している。

## 地理
かつて漢陽は武昌・漢口とともに、隣接し合う三つの都市として「武漢三鎮」と総称されたが、現在は武漢市として統合されている。漢陽は、東は長江をへだてて武昌区を望み、武漢長江大橋と武漢長江三橋で結ばれている。北は漢水をへだてて漢口地区を望み、江漢橋と漢江鉄路橋などの橋で結ばれている。区内は低地で、月湖・蓮花湖などの湖と亀山・鳳凰山などの山がある。

## 歴史
前漢では沙羡県に属した。呉のときに江夏郡治が置かれた。隋は漢津県をおき、漢陽県と改めた。元・明・清では漢陽府が設置された。1912年に漢陽県に改められ、1926年には漢口市に、1929年には武昌市に編入されるなど変遷があった。1949年に漢陽県と武昌市と漢口県が合併して、武漢市が成立した。

## 産業
近代では漢陽鉄廠（漢冶萍公司も参照）と漢陽兵工廠が知られている。後者は清末の洋務運動のリーダー張之洞が創設したもので、そこで生産された小銃は「漢陽造」と呼ばれ、当時の最新鋭の兵器で、民国期には各地の部隊に装備された。
現在は経済技術開発区に指定され、製造業が集中し、武漢の工業の中心の一つである。

## 行政区画
- 街道:建橋街道、晴川街道、鸚鵡街道、洲頭街道、五里墩街道、琴断口街道、江漢二橋街道、永豊街道、江堤街道、四新街道、竜陽街道

## 外部リンク

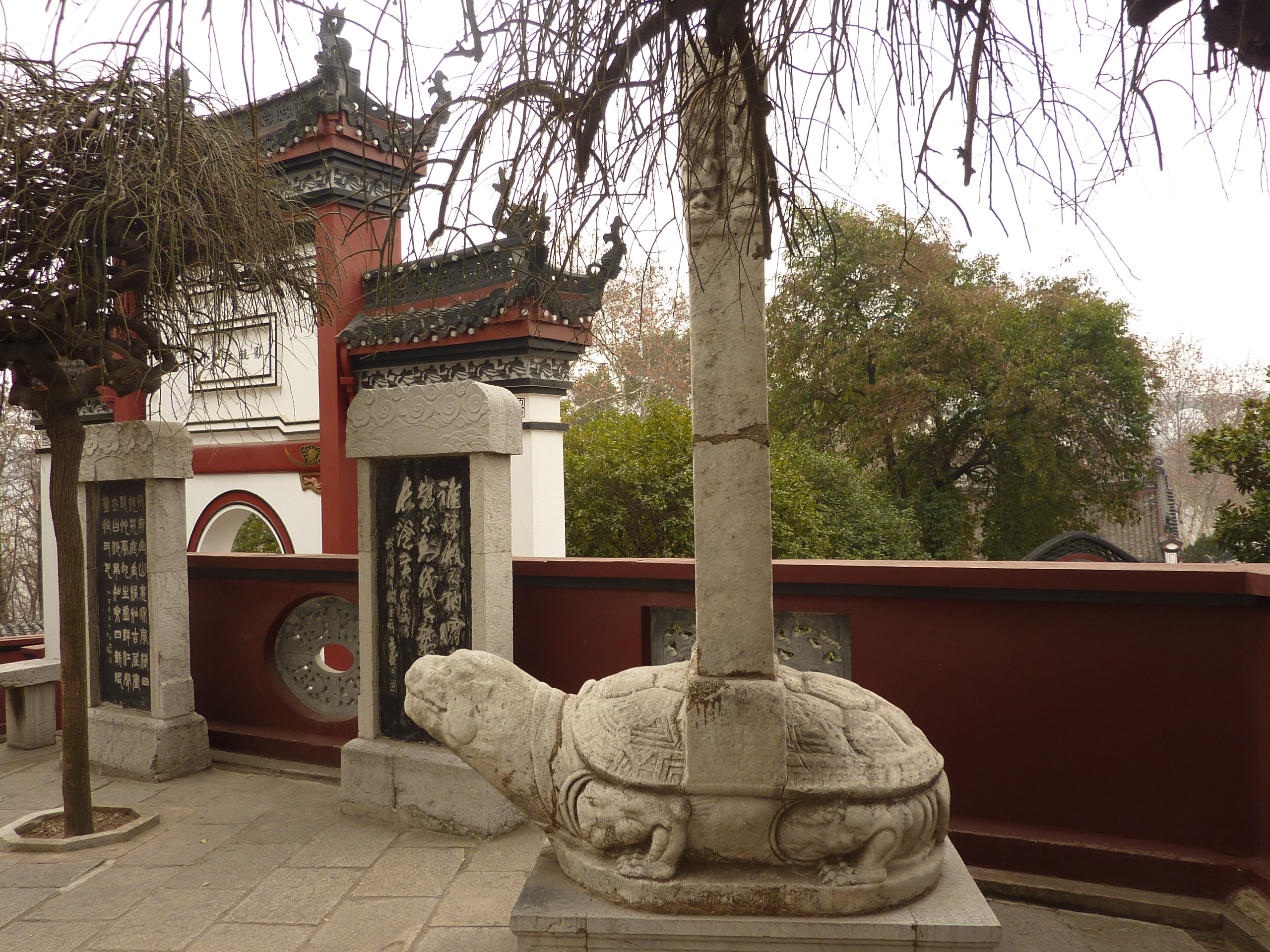
晴川閣の贔屓碑

## 交通
- 京広線 漢陽駅（中国語版）

## 医療・福祉
- 武漢市第五医院
- 武漢市漢陽医院
- 武漢市中医医院（漢陽院区）
- 武漢竜陽医院